# Camillo Erba
Camillo Erba (* 9. März 1909 in Castiglione Olona; † 24. Februar 1961 in Cassano d’Adda) war ein italienischer Radrennfahrer und nationaler Meister im Radsport.

## Sportliche Laufbahn
Erba war im Straßenradsport aktiv. Von 1931 bis 1934 war er Unabhängiger und Berufsfahrer. 1933 siegte er im Eintagesrennen Coppa del Re. 1933 gewann er die nationale Meisterschaft im Straßenrennen der Unabhängigen. Zweiter wurde er im Giro dell’Emilia 1930.
Den Giro d’Italia fuhr er viermal. 1932 wurde er 61., 1933 10., 1935 und 1936 kam er nicht ins Ziel.